# 무효화
무효화(undoing)는 건강하지 못하거나 파괴적이고나 위협적인 생각이나 행동을 취소하거나 없애고자 반대 행동을 취하는 방어기제(defense mechanism)이다. 예를 들어, 누군가를 폭행하려 하는 생각이 들면 지나치게 그 사람에게 잘 대해주거나 수용한다. 정신분석학의 창시자 지그문트 프로이트(Sigmund Freud)가 고안한 것으로, 이후 딸인 안나 프로이트(Anna Freud)가 대부분 계승•발전시켰다. 독일어 "Ungeschehenmachen"는 방어기제를 뜻하는데 먼저 사용되었다. 글자 그대로 해석하면 '발생하지 않은 것으로 만들다(making un-happened)'는 뜻으로, 무효화의 핵심이기도 하다. 무효화는 재난이나 역경 등의 일을 피하거나 사라진 것처럼 하는 방식으로 과거를 바꾸려는 시도를 하는 현상을 말한다.

## 프로이트의 개념 개발
프로이트는 1909년 저서 "Notes upon a Case of Obsessional Neurosis"에서 처음 무효화를 언급하였다. 여기에서 프로이트는 자신의 환자 "Rat Man"이 처음 길 위의 돌을 치워 자신의 부인이 탄 마차가 전복될 것을 대비한 이야기를 인용하였다. 이후 환자는 되돌아가서 돌을 다시 길 한가운데 원래 자리에 두는 걸 의무라고 느꼈다. 프로이트는 부인의 마차가 사고를 당할 수 있는 곳에 되돌려 놓음으로써 사랑의 행위를 무효화하는 것은 돌을 치운 행동을 야기한 동기와는 반대되는 동기에 따라 그렇게 한 것은 사랑이 아닌 증오였다고 주장하였다.
20년 후인 1926년 프로이트는 '자아 방어(ego defense)'에 대하여 이미 한 일을 무효화하는 것으로 공식화하였다. 이전에 그랬던 것처럼, 그것은 부정적인 마법이자 노력으로, 운동 상징주의(motor symbolism)을 통하여, 사건이나 경험 혹은 인상이 가져온 결과물뿐 아니라 사건 자체를 날려버리고자 하려는 것이다. 이후 프로이트는 일어난 일에 대한 무효화를 방어(defence)라는 오래된 개념을 재도입하기에 좋은 기반으로 사용하였다. 이는 본능적 요구에 대한 자아 보호 라는 동일한 의도의 여러 처리 과정들 전체를 아우를 수 있다. 이는 그의 말년에 보였던 발전 중 하나였다.

## 프로이트 이후 정신분석
정신분석 발생 이래 첫 반세기동안은 프로이트의 무효화에 대하여 탐색하는 전문가들이 있었다. 안나 프로이트(Anna Freud)는 자아 기제(ego mechanism) 사이에 자신의 이름을 올렸다. 어니스트 존스(Ernest Jones)와 엘라 프리먼 샤프(Ella Freeman Sharpe) 모두 상상적 파괴(imaginative destruction)라는 무효화를 겨냥한 행동과 태도와 연결 짓는 글을 썼다. 복구에 대한 몸부림(striving for reparation)이 무효화의 주요 동기인 것이다. 오토 페니첼(Otto Fenichel)은 자신의 방어기제(mechanism of defense) 항목 상당 부분을 자신의 백과사전 저서 Theory of Neurosis에 기록된 과거 작업을 요약하는데 전념하였다. 페니첼은 무효화는 이전에 행한 일의 정반대 일을 한다는 강박에 있는 것이 아니라, 반대되는 무의식적인 의도를 가지고서도 같은 행동을 반복하는 강박에 있는 방식에 관심을 기울였다.
20세기 후반부는 무효화에 대한 연구가 참신한 이론은 덜하나 창의적인 것들이 나왔다. 장 라플란슈(Jean Laplanche)와 장-베르트랑 폰탈리스(Jean-Bertrand Pontalis)는 병리적 차원에서의 무효화는 행동의 실태에 겨냥한 방식에 방점을 두었고, 목표는 시간이 거꾸로 간 것처럼 그것을 억누르는 것이라는 것을 강조하였다. The Freud encyclopedia에서는 속죄(expiation) 행위들이 어떻게 무효화 형태로 인식될 수 있는지를 강조하였다. 조지 에먼 베일런트(George Eman Vaillant)는 신경증적 방어 중에서 무효화를 자신의 방어기제 위계에 두었다.
멜라니 클라인(Melanie Klein)은 초기 저서에서 마술적 회복(magical reparation)으로 무효화에 대해 썼다. 즉 피해를 되돌리고 대상을 올바른 곳에 마법처럼 두는 것이라는 경향이다. 그러나 나중에 클라인은 일종의 자아붕괴(ego disintegration)로 설명하였다. 즉 무효화 과정 혹은 '조각으로 파괴되는 것(a falling into bits)'이라 했다. 이후 클라인학파에서는 후자의 의미를 응용하였다. 즉 해체와 무효화에 대한 유인, 행동화(enactment)와 공포(horror)에 대하여 정신 영역을 열어두는 것이라 하였다.

## 자동성
이러한 반사실적 사고의 자동성(automaticity)에 관하여 특별히 언급하는 제안이 있다. 이 이론은 1995년 메드벡(Medvec), 매디(Madey), 길로비치(Gilovich) 등의 연구에서 규정된 것으로, 무효화는 상황에 대한 자동적 반응(automatic response)으로부터 발생할 수 있다고 주장한다. 이들은 올림픽 은메달리스트가 동메달리스트보다 덜 행복하다고 한다. 개인에게 은메달은 우승에 가까운 정도를 의미한다는 점에서 동메달보다 더 좋지 못한다. 반면, 동메달은 전혀 메달을 획득하지 못한 것과는 얼마나 가까운지를 보여준다. 이는 반사실적 사고(counterfactual thinking)가 일종의 내포된 통제 방식(implicit way of control)이었을 뿐, 방어기제로서 이용할 생각은 하지 않았다는 것을 보여준다.

## 기타 활용
무효화는 개인의 인격(personality)에 따르지 않는 습관이나 행동을 잘 해설하기 위하여 사용된다. 예를 들어, 직장에서는 철저하지만 집에서는 공과금 납부를 제시간에 내는 걸 잊는 사람에 대하여, 프로이트학파 입장에서는 공과금 납부가 늦어지는 것은 질서정연하고자 하는 그의 바람을 무효화하는 것이라고 한다. 그 역의 경우 역시 성립한다. 프로이트는 이와 같은 예시에 대해 비판했다. 그의 이론은 매우 복잡해서 대부분의 문제들이 이론의 다른 부분에 의해 설명될 수 있기 때문이다.
또한 무효화는 하나의 태도와 하나의 행동, 혹은 두 개의 태도가 서로 충돌할 때 느끼는 불편감인 인지 부조화(cognitive dissonance)를 줄이는데 사용된다.
범죄 프로파일링(criminal profiling)에서, 무효화는 범인이 자신의 범죄를 취소하려는 상징적인 행동 유형을 말한다. 가해자는 피해자의 얼굴을 페인트로 칠하거나, 꽃 혹은 물품이나 보석으로 시체를 덮어주거나 장식하기도 하며, 손을 접어주거나 염 비슷한 것을 해주기도 한다.

## 긍정적 감정의 효과
행복, 기쁨, 사랑, 흥분은 모두 긍정적인 감정들로, 우리의 행동, 사고, 행동 목표에 발단이 된다는 것은 의심의 여지가 없다. 반대로 부정적 감정도 있어, 슬픔의 경우 좋다고 할 수 없는 행동을 자아내기도 한다. 긍정적인 감정은 부정적인 감정의 효과를 바로잡거나 무효화하는데 사용된다는 것을 보여주는 연구가 수행되었다. 바바라 프레드릭슨(Barbara Fredrickson)과 로버트 레벤슨(Robert Levenson)은 무효화 가설을 고안하였다. 가설의 주장은 부정적 감정의 효과와 균형을 맞추기 위하여 긍정적 감정의 효과도 억누른다는 것이다.
긍정적인 감정들은 건강을 해칠 가능성이 높고 또한 이후에 부정적 감정을 오래동안 수반할 심혈관계 반응(cardiovascular reactivity)을 낮추는데 도움이 된다. 긍정적 감정의 효과는 특히 관상 동맥 심장질환(coronary heart disease) 발병의 위험성이 가장 높은 사람들에게 특히 중요하다.

## 부정적 감정의 효과
분노나 공포 등 부정적 감정들은 생존 위협 상황에서 생존하기 위한 적응 능력의 진화로 볼 수 있다. 예를 들어, 분노는 공격(attack)의 신호, 공포는 탈출(escape)의 신호를 보여준다. 이러한 감정적 반응은 우리의 심신과도 연결되어 있다. 이러한 부정적 감정들은 생리학적 지지 기제(physiological support mechanism)의 영향을 받는다. 예를 들어 신체 에너지(physical energy)는 행동에 반응하는 데에에는 최적 상태의 신체에 좌우된다. 공격이나 후퇴 상황에서, 부정적 감정은 심혈관계 반응성을 높여 혈류를 관련 골격근에 재분배한다. 그러나 극단적인 경우 부정적인 감정들은 심혈관계 반응성 건강에 해를 가한다.

## 분류
DSM-IV-TR 부록B(Appendix B), "추후 연구에 제공될 기준 세트 및 축(Criteria Sets and Axes Provided for Further Study)" 부분에 기재된 방어적 기능 척도(Defensive Functioning Scale)에 무효화가 시험적으로 '정신적 억제(타협 형성) 단계(Mental inhibitions (compromise formation) level)'으로 분류되어 있다.

## 같이 보기
- 반사실적 사고
- 자기파멸 인격장애
- 자기 파괴적 행동